# Megara
Megara (tiếng Hy Lạp: ?) là một khu tự quản ở vùng Attiki, Hy Lạp. Khu tự quản Megara có diện tích 333 km², dân số theo điều tra ngày 18 tháng 3 năm 2001 là 34174 người.